# Желудокский район
Желудо́кский район (бел. Жалудоцкі раён) — административно-территориальная единица в составе Белорусской ССР, существовавшая в 1940—1960 годах. Центр — городской посёлок Желудок.
Желудокский район был образован в 1940 году в составе Барановичской области. В 1944 году передан в новую Гродненскую область. По данным на 1 января 1947 года площадь района составляла 0,7 тыс. км². В него входили городской посёлок Желудок и 14 сельсоветов:
- Вангевский
- Голдовский
- Гордеевецкий
- Деминовецкий
- Дубровский
- Желудокский (центр — д. Фарный Конец)
- Зачепичский
- Можейковский (центр — д. Малый Можейков)
- Орлевский
- Поречский
- Савовщинский
- Сорокский
- Ходоровецкий
- Холечинский

Население района, по данным переписи 1959 года, составляло 37 190 человек (в т. ч. 1780 — городское население).
В 1962 году Желудокский район был упразднён, а его территория разделена между Дятловским, Лидским, Мостовским и Щучинским районами.